# لوچیان مارینسکو
لوچیان مارینسکو (رومانیایی: Lucian Marinescu؛ زادهٔ ۲۴ ژوئن ۱۹۷۲) یک بازیکن فوتبال اهل رومانی بود.
وی همچنین در تیم ملی فوتبال رومانی بازی کرده است.